# The Touch of a Child's Hand
The Touch of a Child's Hand è un cortometraggio muto del 1910. Il nome del regista non viene riportato nei credit del film.

## Produzione
Il film fu prodotto dalla Kalem Company.

## Distribuzione
Distribuito dalla General Film Company, il film - un cortometraggio di 265 metri - uscì nelle sale cinematografiche USA il 30 novembre 1910.